# Burrino
Il burrino è un formaggio tipico del Sud Italia a pasta filata, prodotto con latte vaccino, con un cuore di burro.
Anche se la sua origine la si trova in Calabria e Puglia, sono tipici i burrini di Sorrento, nonché i burrini di bufala, che sono anche riconosciuti come prodotto agroalimentare tradizionale. Viene prodotto in Campania (nelle zone di Avellino, Calitri e Sorrento), in Puglia (nella zona di Ginosa e Gioia del Colle, dove è chiamato "manteca"), in Basilicata, in Calabria, in Sicilia (zona di Ragusa) e nel basso Molise. Ha la forma a pera, con collo stretto da una funicella per essere appeso. In alcune zone della Calabria viene chiamato "butirro".